# José Genivaldo Garcia
José Genivaldo Garcia (* 24. August 1968 in Cumbe, Sergipe) ist ein brasilianischer römisch-katholischer Geistlicher und Bischof von Estância.

## Leben
José Genivaldo Garcia wuchs in São Miguel do Aleixo auf. Er besuchte von 1984 bis 1986 das Kleine Seminar Sagrado Coração de Jesus in Aracaju. Von 1987 bis 1989 studierte Garcia Philosophie an der Faculdade Salesiana de Filosofia, Ciências e Letras in Lorena und von 1990 bis 1993 Katholische Theologie am Priesterseminar Nossa Senhora de Fátima in Brasília. Zusätzlich erlangte er an der Theologischen Fakultät in Anápolis einen Bacharel im Fach Katholische Theologie. Am 8. Januar 1994 empfing er durch den Erzbischof von Aracaju, Luciano José Cabral Duarte, das Sakrament der Priesterweihe.
Garcia war zunächst in Aracaju als Pfarrer der Pfarreien São Francisco de Assis im Stadtteil Santos Dumont, São Marcos Evangelista in Nossa Senhora do Socorro und Jesus Ressuscitado im Stadtteil Jardins tätig. Ab Januar 2018 war er Pfarrer der Pfarrei Bom Jesus dos Navegantes im Stadtteil Atalaia.
Neben seiner Tätigkeit in der Pfarrseelsorge erwarb José Genivaldo Garcia 2010 an der Faculdade São Luiz de França in Aracaju einen Abschluss in Methodik und Didaktik der Hochschullehre. Ferner absolvierte er Postgraduiertenstudien an der Theologischen Fakultät in Anápolis in den Fächern Ethik und Philosophie (2014) sowie an der Faculdade do Planalto Central (FAPLAC) in Formosa im Fach Religionswissenschaft (2018). Zudem wirkte Garcia als akademischer Leiter am Kleinen Seminar Sagrado Coração de Jesus in Aracaju sowie als Subregens, Spiritual, akademischer Leiter und Professor für Philosophiegeschichte und Homiletik am Priesterseminar Nossa Senhora da Conceição in Aracaju. Darüber hinaus fungierte er als Bischofsvikar für das Vikariat São Mateus. Außerdem gehörte er dem Priesterrat und dem Konsultorenkollegium des Erzbistums Aracaju an.
Am 30. November 2022 ernannte ihn Papst Franziskus zum Bischof von Estância. Der emeritierter Erzbischof von Aracaju, José Palmeira Lessa, spendete ihm am 11. Februar 2023 im Ginásio Constâncio Vieira in Aracaju die Bischofsweihe; Mitkonsekratoren waren der Erzbischof von Aracaju, João José da Costa OCarm, und der Militärerzbischof von Brasilien, Marcony Vinícius Ferreira. Die Amtseinführung fand am 25. Februar 2023 statt.